# Yoshiakioclytus taiwanus
Yoshiakioclytus taiwanus là một loài bọ cánh cứng trong họ Cerambycidae.